# 에어쇼

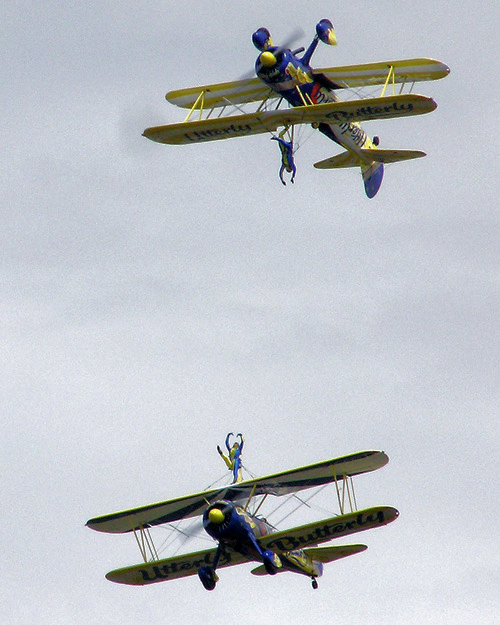
영국 에어쇼에서 보잉-스테어먼 PT-17 복엽기를 비행하는 에어로수퍼배틱스 에어쇼 팀

에어쇼(영어: air show, airshow, air fair, air tattoo) 또는 항공쇼(航空-)는 항공기가 전시되는 공개 행사이다. 종종 곡예비행 시범을 포함하며, 곡예비행이 없는 경우 항공기가 지상에 정지된 "정적 에어쇼"라고 불린다.
전시업체 수와 전시 공간 규모로 측정된 최대 에어쇼는 르부르제이며, 그 다음은 판버러이고, 두바이 에어쇼와 싱가포르 에어쇼는 모두 3위를 주장한다. 연간 약 10,000대의 항공기가 참여하는 가장 큰 에어쇼 또는 플라이인은 EAA 에어벤처 오시코시이다. 세계에서 가장 큰 군사 에어쇼는 잉글랜드의 RAF 페어포드에서 열리는 국제 왕립 문신이다. 반면에 칠레 산티아고의 아르투로 메리노 베니테스 국제공항 옆에 있는 칠레 공군 FACH II 항공여단에서 열리는 FIDAE는 라틴아메리카와 남반구에서 가장 큰 항공우주 박람회이다. 대한민국에서는 1996년부터 매년 서울 공항에서 서울 ADEX를 개최하고 있다.

## 개요

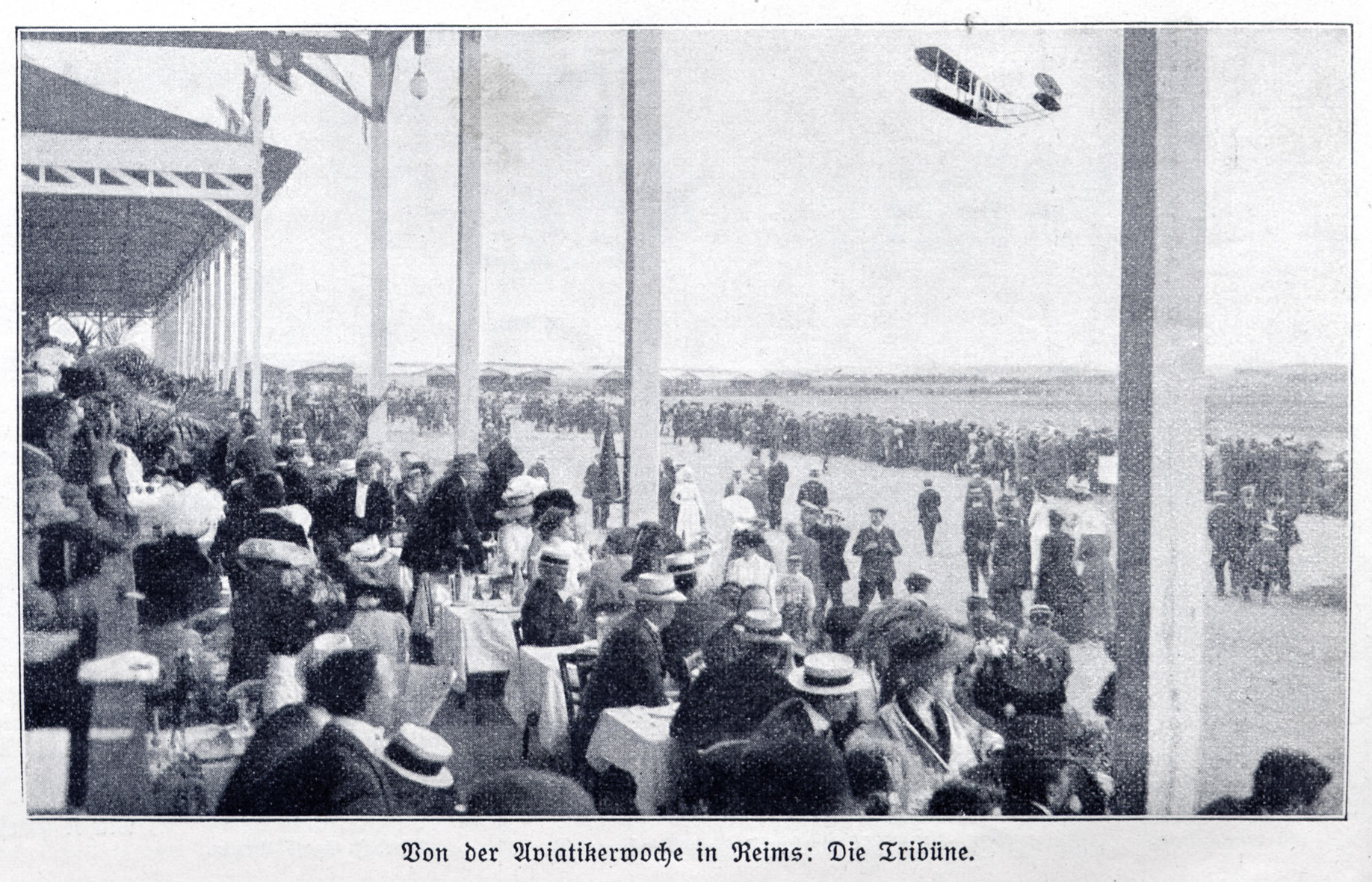
1909년 8월 프랑스 랭스에서 열린 샹파뉴 국제 항공 주간 에어쇼

일부 에어쇼는 사업 벤처 또는 항공기, 항공전자장비 및 기타 서비스를 잠재 고객에게 홍보하는 무역 행사로 개최된다. 많은 에어쇼는 지역, 국가 또는 군사 자선 단체를 지원하기 위해 개최된다. 군사 항공 기업들은 종종 지역 사회에 감사하고, 군사 직업을 홍보하며, 군대의 위상을 높이기 위한 홍보 활동으로 군사 비행장에서 에어쇼를 조직한다.

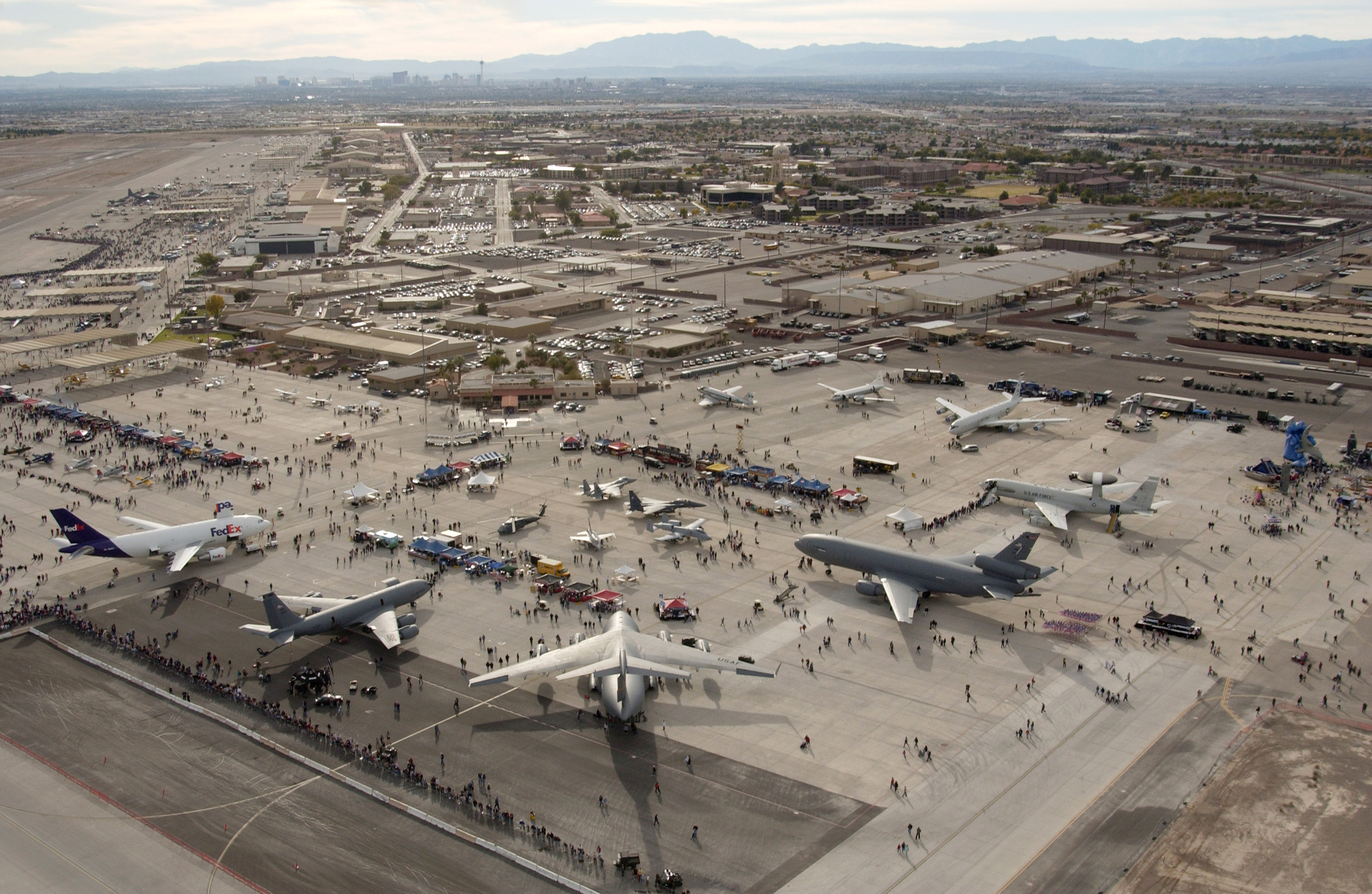
2006년 미국 넬리스 공군기지에서 열린 항공의 날 행사

항공 "시즌"은 전 세계적으로 다양하다. 미국은 일반적으로 3월부터 11월까지 봄, 여름, 가을을 포함하는 긴 시즌을 즐긴다. 다른 국가들은 종종 훨씬 짧은 시즌을 가진다. 일본에서는 에어쇼가 일반적으로 1년 내내 항공자위대 기지에서 정기적으로 개최되는 행사이다. 유럽 시즌은 보통 4월 말 또는 5월 초에 시작하여 10월 중순까지 끝난다. 중동, 오스트레일리아, 뉴질랜드는 1월과 3월 사이에 행사를 개최한다. 그러나 많은 공연의 경우 "비수기"가 비활동 기간을 의미하지는 않는다. 조종사와 공연자들은 이 시간을 정비 및 연습에 사용한다.
쇼에서 볼 수 있는 디스플레이 유형은 날씨와 가시성을 포함한 여러 요인에 의해 제한된다. 대부분의 항공 당국은 이제 다양한 조건에 대한 최소 디스플레이 높이 및 기준에 대한 규칙과 지침을 발표한다. 날씨 외에도 조종사와 주최자는 지역 공역 제한도 고려해야 한다. 대부분의 전시업체는 다양한 날씨 및 공역 조건에 대한 "전체", "롤링" 및 "평면" 디스플레이를 계획한다.
쇼의 유형은 매우 다양하다. 일부는 대규모 비행 디스플레이와 지상 전시를 갖춘 대규모 군사 행사이며, 작은 지역 비행장에서 개최되는 다른 쇼는 종종 몇 시간의 비행과 지상에 몇 개의 부스만 특징으로 할 수 있다. 항공 디스플레이는 낮이나 밤에 개최될 수 있으며, 후자는 점점 더 인기를 얻고 있다. 에어쇼는 종종 비행장에서 개최되지만 항상 그렇지는 않다. 일부는 장엄한 저택이나 성의 부지 위에서, 그리고 해안 휴양지의 바다 위에서 개최되었다.
많은 종류의 항공기가 전시되고 비행된 최초의 공개 국제 에어쇼는 1909년 8월 22일부터 29일까지 랭스에서 개최된 샹파뉴 국제 항공 주간이었다. 이에 앞서 같은 해 6월 28일부터 7월 19일까지 두에 근처의 라 브라옐 비행장에서 최초의 애호가 모임이 있었을 수 있다.

## 볼거리

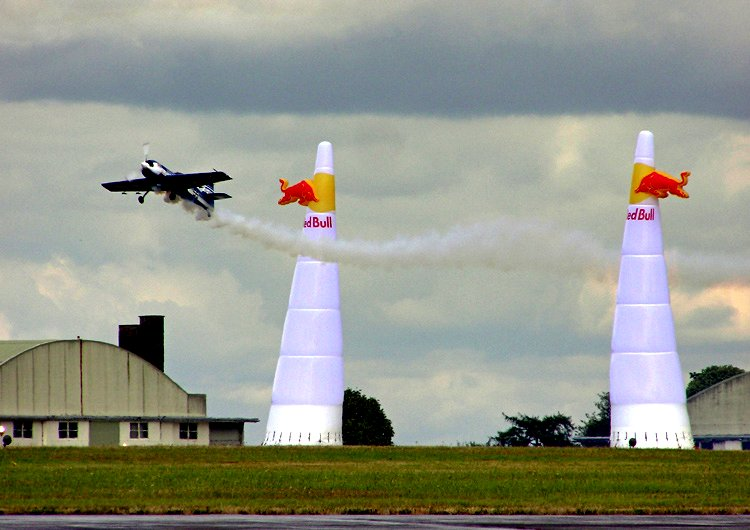
글로스터셔주 켐블 비행장에서 열린 레드불 에어 레이스. 항공기들이 개별적으로 비행하며, 쌍을 이룬 기둥들 사이를 통과한다.

제2차 세계 대전 이전에는 에어쇼가 종종 며칠 동안 지속되고 수천 마일을 커버하는 장거리 항공 경주와 관련이 있었다. 리노 에어 레이스가 이 전통을 이어가고 있지만, 오늘날 대부분의 에어쇼는 주로 짧은 시간의 공중 시범을 특징으로 한다.
대부분의 에어쇼는 전쟁 유물 항공기, 곡예비행, 현대 군용기 시범을 특징으로 하며, 많은 에어쇼는 또한 윙워킹, 무선 조종 항공기, 소방 항공기의 물/슬러리 투하, 모의 헬리콥터 구조 및 스카이다이빙과 같은 다양한 다른 항공 관련 볼거리를 제공한다.
전문 곡예비행 항공기는 강력한 피스톤 엔진, 경량, 큰 조종면을 가지고 있어 매우 높은 롤률과 가속이 가능하다. 숙련된 조종사는 수직으로 상승하고, 매우 좁은 회전을 수행하며, 항공기를 텀블링하고, 루프 중에 기동을 수행할 수 있다.
더 큰 에어쇼는 미국 해군 블루 엔젤스, 미국 공군 선더버즈, 캐나다 왕립 공군 스노버드, 영국 왕립 공군 레드 애로스, 스위스 공군 파트루이유 스위스 등과 같은 군용 제트기 시범 팀이 헤드라인을 장식할 수 있다.

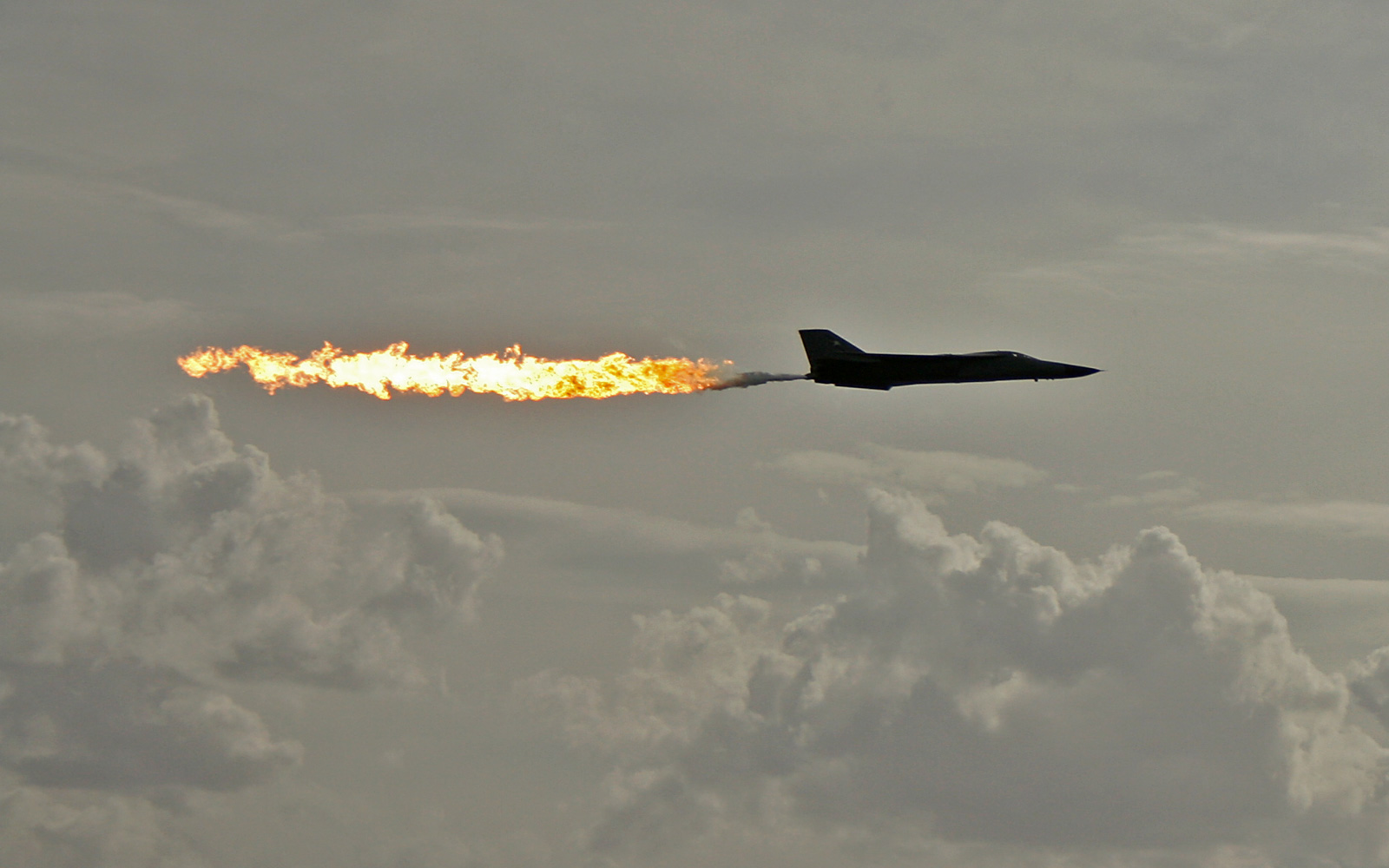
RAAF F-111 아드바크가 오스트레일리아 국제 에어쇼에서 덤프 앤 번 연료 투기를 수행하고 있다.

솔로 군사 시범, 또는 전술 시범은 한 대의 항공기를 특징으로 한다. 시범은 현대 군용기의 능력에 중점을 둔다. 디스플레이는 일반적으로 항공기의 매우 짧은 (그리고 종종 매우 시끄러운) 롤, 빠른 속도, 느린 접근 속도, 그리고 빠른 급회전, 빠른 상승, 그리고 넓은 범위의 속도에서 정밀하게 제어될 수 있는 능력을 시연한다. 기동에는 에일러론 롤, 배럴 롤, 헤지테이션 롤, 큐반 에이트, 급회전, 고받음각 비행, 고속 통과, 이중 이멜만, 터치 앤 고 등이 포함된다. 전술 시범에는 모의 폭탄 투하가 포함될 수 있으며, 때로는 효과를 위해 지상에서 불꽃놀이가 동반될 수 있다. 독특한 능력을 부여하는 특수 특성을 가진 항공기는 종종 시범에서 이를 보여줄 것이다. 예를 들어, 추력편향을 가진 러시아 전투기는 코브라 기동 또는 쿨비트를 수행하는 데 사용될 수 있으며, 해리어와 같은 수직 이착륙기는 그러한 수직 능력을 보여주거나 복잡한 기동을 수행할 수 있다. 일부 군사 에어쇼는 또한 공습 및 근접항공지원에서 항공기 무장의 시범을 특징으로 하며, 공포탄 또는 실탄을 사용한다.

## 안전

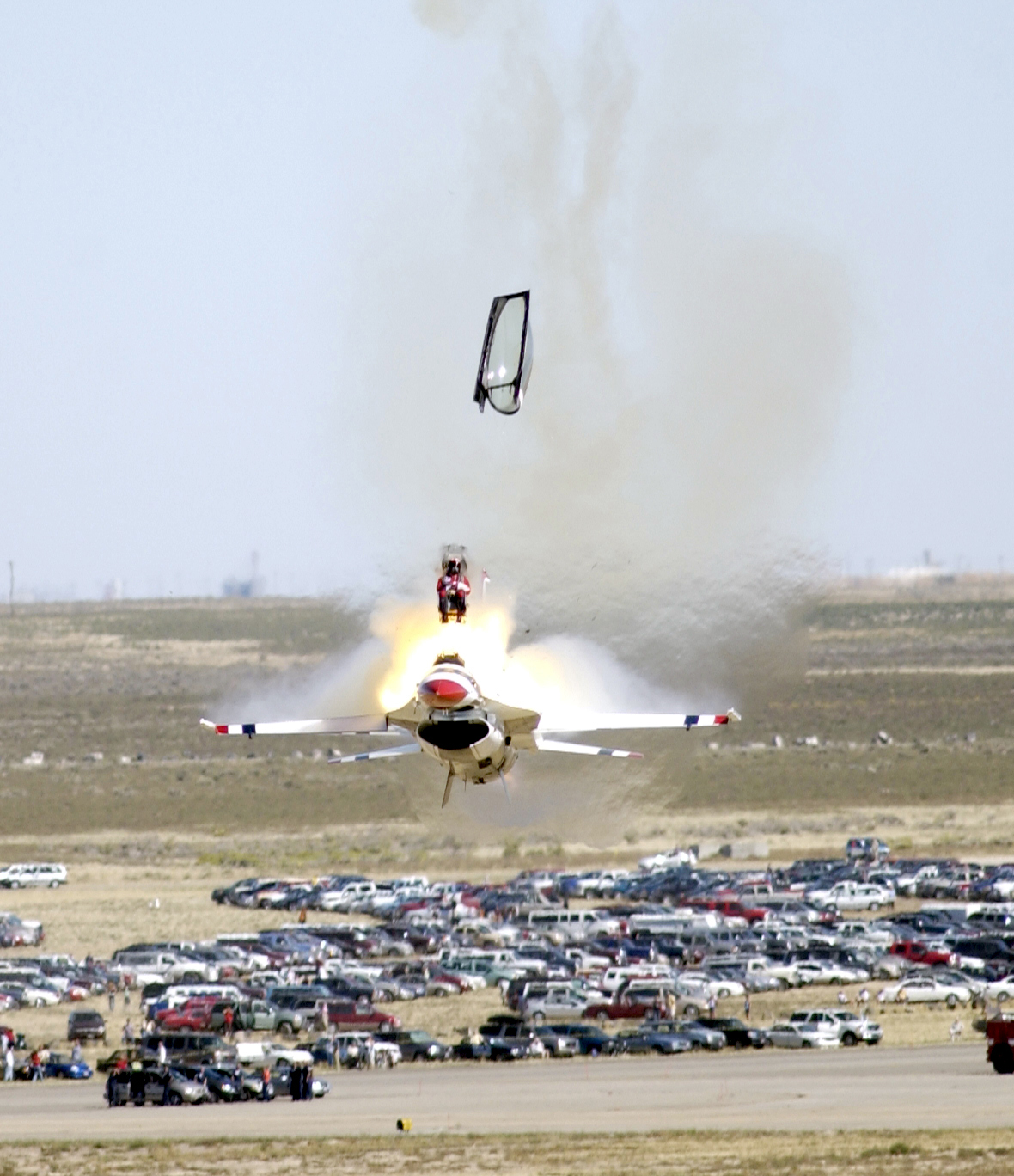
2003년 9월 14일 아이다호주 마운틴 홈 공군기지에서 스플릿 S 기동 후 기수를 들 수 없음을 깨달은 미 공군 선더버즈의 크리스토퍼 스트리클린 대위가 자신의 F-16 파이팅 팰컨에서 사출하고 있다. 항공기는 몇 초 후 추락했지만 인명 피해는 없었다.

에어쇼는 관람객과 조종사에게 약간의 위험을 초래할 수 있다. 사고가 발생했으며, 때로는 1988년 람슈타인 에어쇼 참사(독일, 70명 사망) 및 2002년 스크닐리브 에어쇼 참사(우크라이나, 77명 사망)와 같이 많은 인명 손실이 발생하기도 했다.
이러한 사고로 인해 전 세계의 다양한 항공 당국은 에어 디스플레이를 운영하고 참여하는 사람들을 위한 규칙과 지침을 마련했다. 예를 들어, 1952년 판버러 에어쇼에서 항공기 파괴 (31명 사망) 후, 디스플레이와 관람객 사이의 분리 거리가 증가했다. 에어 디스플레이는 안전 절차를 보장하기 위해 종종 항공 당국에 의해 모니터링된다.
영국에서는 지방 당국이 대중에게 공개되는 행사의 신청을 먼저 승인해야 한다. 첫 번째 우선순위는 보험 가입을 준비하는 것이며, 자세한 내용은 지방 당국에서 얻을 수 있다. 추가적인 복잡성은 건강 및 안전, 특히 법인 살인죄에 관한 모든 법률의 적용이며, 이는 이벤트 주최자가 보험 및 위험 평가가 행사 훨씬 전에 완전히 완료되지 않은 경우 형사 범죄로 기소될 수 있음을 의미한다.
규칙은 항공기가 군중으로부터 비행해야 하는 거리를 규정한다. 이는 조종사/승무원의 등급, 항공기 유형 및 항공기가 비행하는 방식에 따라 다르다. 예를 들어, 느리고 가벼운 항공기는 일반적으로 더 크고 빠른 유형보다 군중에게 더 가깝고 낮게 허용된다. 또한, 전투기가 직선으로 수평으로 비행하는 경우 롤 또는 루프를 수행할 때보다 군중에게 더 가깝고 낮게 비행할 수 있다.
조종사는 다양한 유형의 디스플레이(예: 림보 비행, 기본 곡예비행에서 무제한 곡예비행까지) 및 지상으로부터의 최소 기저 고도에 대한 승인을 얻을 수 있다. 이러한 승인을 얻기 위해 조종사는 시험관에게 자신, 지상 승무원 또는 관람객을 위험에 빠뜨리지 않고 해당 한계 내에서 수행할 수 있음을 입증해야 한다.
디스플레이 규칙과 지침에도 불구하고 사고는 계속해서 발생하고 있다. 그러나 에어쇼 사고는 드물고 적절한 감독이 있을 경우 에어쇼는 인상적인 안전 기록을 가지고 있다. 매년 국제 에어쇼 협의회 및 유럽 에어쇼 협의회와 같은 조직은 에어쇼 안전을 포함한 다양한 주제를 만나 논의하며, 사고가 논의되고 교훈을 얻는다.

## 같이 보기
- 베시 콜먼

## 참고 자료
- 이 문서에는 다음커뮤니케이션(현 카카오)에서 GFDL 또는 CC-SA 라이선스로 배포한 글로벌 세계대백과사전의 내용을 기초로 작성된 글이 포함되어 있습니다.